# Universidade Federal de Campina Grande

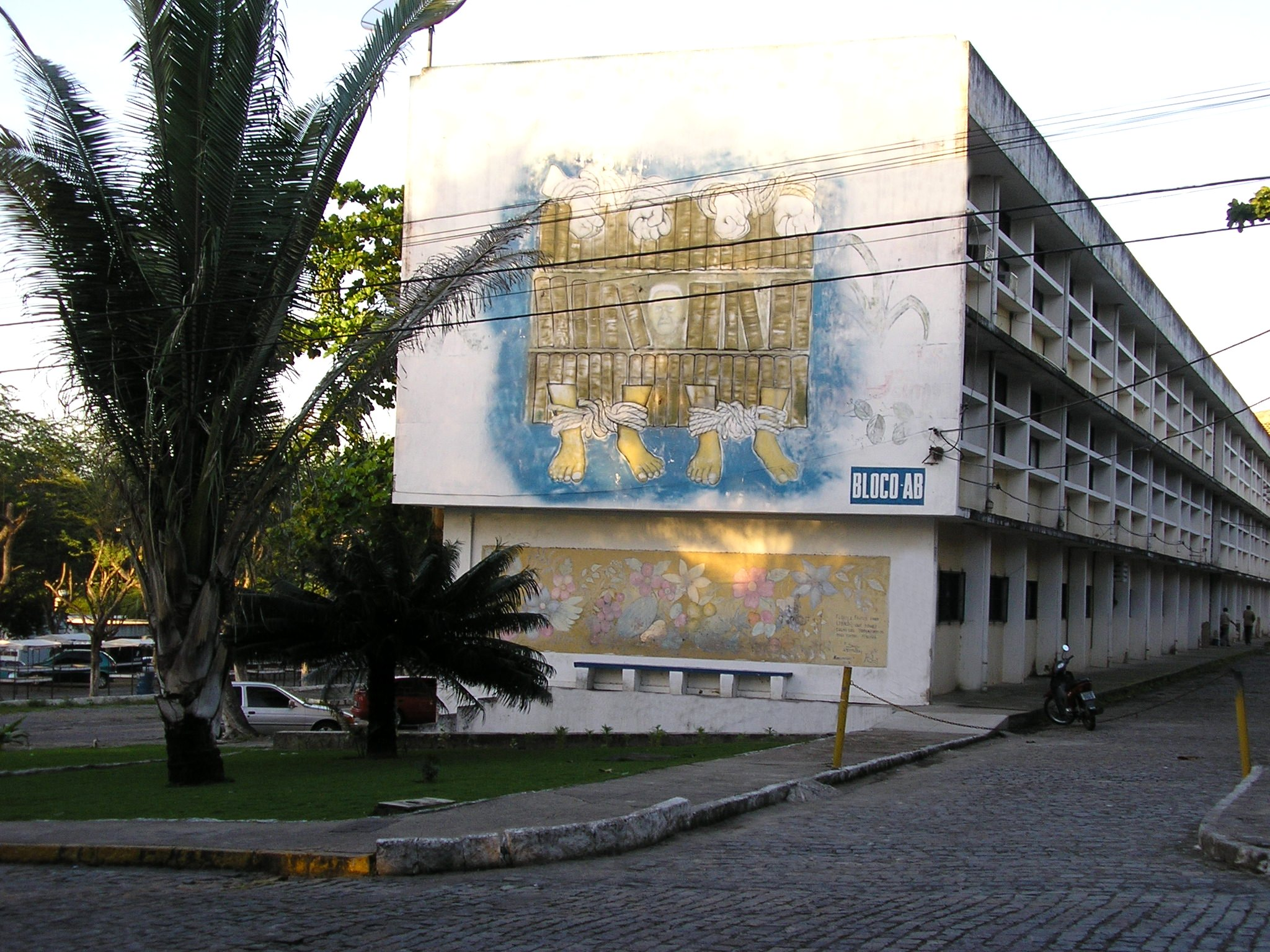
Bloco da UFCG

A Universidade Federal de Campina Grande (UFCG) é uma instituição de ensino superior pública e federal brasileira, sediada em Campina Grande no estado da Paraíba. Sua história data de 1953, com a fundação da Escola Politécnica da Paraíba. Foi criada a partir do desmembramento da Universidade Federal da Paraíba, pela Lei nº. 10.419 de 9 de abril de 2002. Além da sede, em Campina Grande, a universidade estende-se por mais seis campi localizados nas cidades de Pombal, Patos, Sousa, Cajazeiras, Cuité e Sumé.

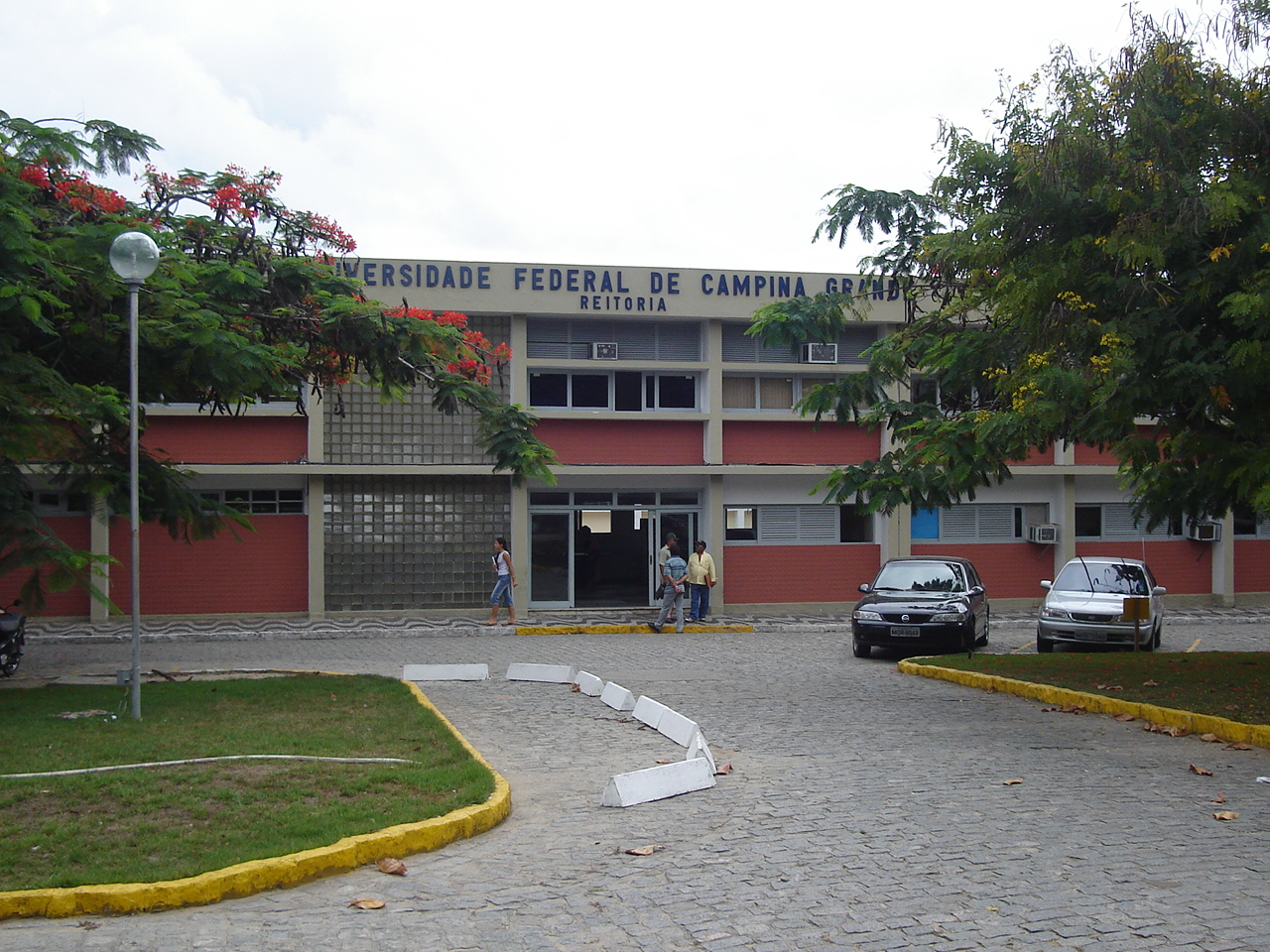
Reitoria da UFCG

Atualmente, a universidade está entre as 9% melhores do mundo em ensino e pesquisa. De acordo com o Ranking Universitário Folha, é a segunda melhor instituição da região Nordeste nos cursos de ciência da computação e engenharia elétrica. Com o seu curso de música, também faz importantes contribuições à arte e cultura regionais, sendo uma das realizadoras do Festival Internacional de Música de Campina Grande. 

## História
A história da universidade vem sendo construída desde a fundação da Escola Politécnica da Paraíba (Poli), em 1952, no governo de José Américo de Almeida - com o curso de Engenharia Civil, autorizado em 14 de julho de 1953, por Decreto do presidente Getúlio Vargas.
A implantação da Politécnica acelerou o desenvolvimento da cidade, promovendo mudanças econômicas, sociais, culturais e urbanas. Foi a partir da sua criação que outras universidades foram instaladas na cidade, tornando Campina Grande um centro universitário que atraia cada vez mais estudantes de vários estados do país. Também foi a Poli a primeira instituição nordestina a ter um processamento de dados com computador, um IBM 1 130.
Um dos grandes responsáveis pela consolidação da Politécnica foi o professor Lynaldo Cavalcanti – ingressou na instituição em 1957 - que assumiu um papel de liderança, estando à frente da Direção da Escola de 1963 a 1970, período em que criou o curso de engenharia mecânica e os mestrados em engenharia elétrica e engenharia de sistemas; e, também, buscou recursos para pesquisas em agências de fomento no Brasil e no Exterior.
Em entrevista ao Projeto Memória do Conselho Nacional de Desenvolvimento Científico e Tecnológico (CNPq), em 2004, Lynaldo relembrou suas pretensões: “Com a Escola Politécnica eu era ambicioso. Eu queria fazer da ´escolinha de Campina Grande´, como era chamada pelos cearenses e pernambucanos, uma Escola. Uma Escola que fosse respeitada, que tivesse conceito, que tivesse qualidade, que tivesse professores qualificados, que tivesse pesquisa, tivesse tecnologia, tivesse relação com a indústria. Esse era meu sonho”.
Em 1973, juntamente com a Faculdade de Ciências Econômicas (Face), foi integrada à Universidade Federal da Paraíba (UFPB) tornando-se o Campus II. A UFCG foi criada em 2002, a partir do desmembramento da UFPB. A universidade nasceu com quatro campi, localizados em Campina Grande, Patos, Souza e Cajazeiras. 

## Centros de ensino da UFCG[16]
Campus de Campina Grande

Mapa do estado da Paraíba mostrando os municípios com UFCG.

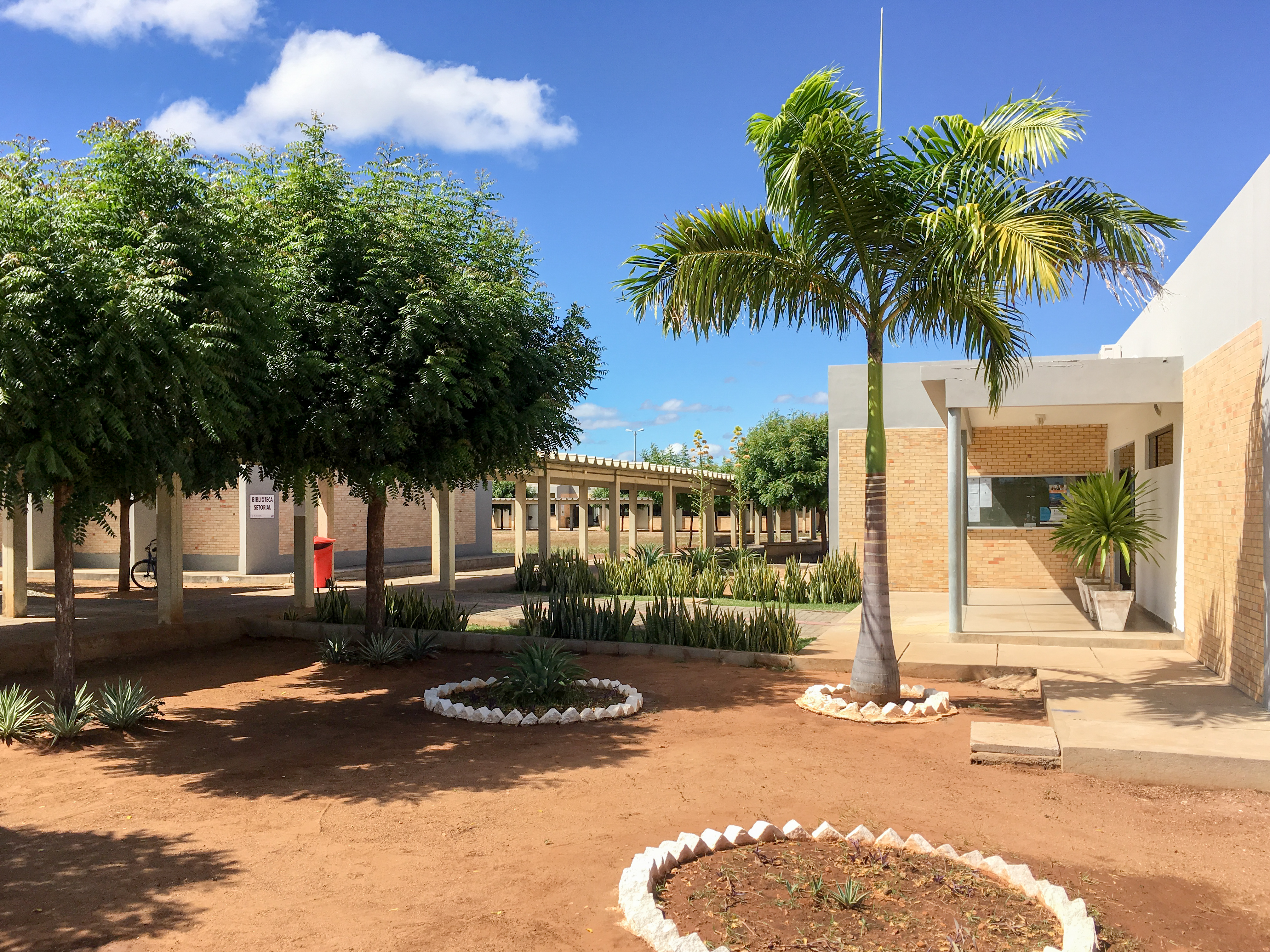
Campus Sousa

- Centro de Ciências Biológicas e da Saúde – CCBS
- Centro de Ciências e Tecnologia – CCT
- Centro de Engenharia Elétrica e Informática – CEEI
- Centro de Humanidades – CH

- Centro de Tecnologia e Recursos Naturais – CTRN

Campus de Pombal
- Centro de Ciências e Tecnologia Agroalimentar – CCTA

Campus de Patos
- Centro de Saúde e Tecnologia Rural – CSTR

Campus de Sousa
- Centro de Ciências Jurídicas e Sociais – CCJS

Campus de Cajazeiras
- Centro de Formação de Professores – CFP

Campus de Cuité
- Centro de Educação e Saúde - CES

Campus de Sumé
- Centro de Desenvolvimento do Semiárido - CDSA

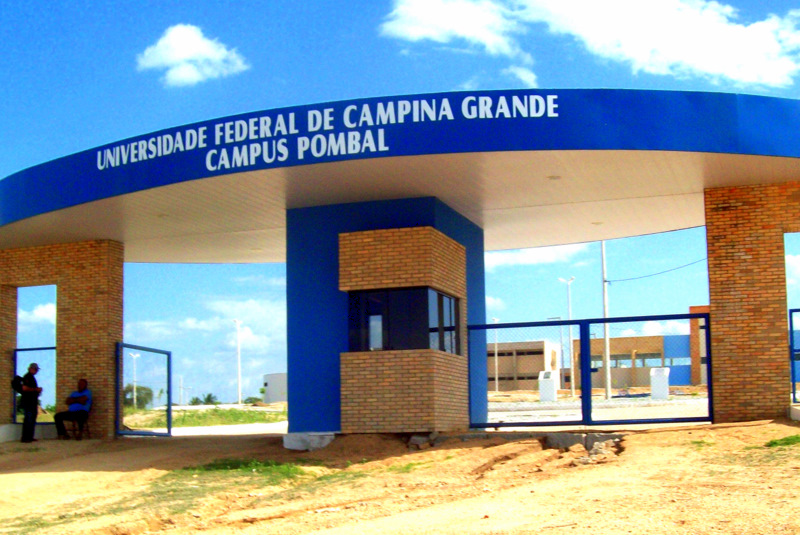
Campus Pombal.
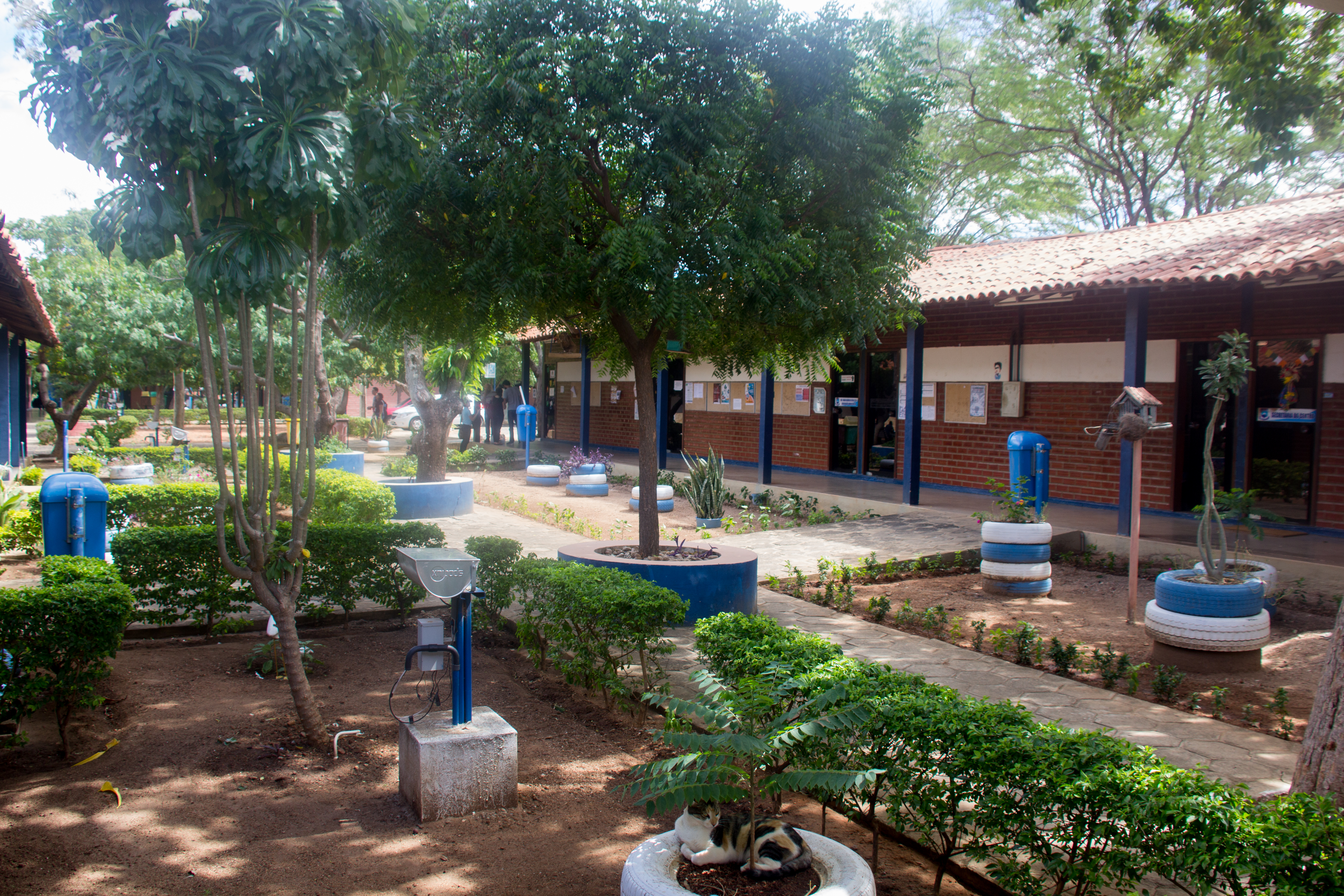
Campus Cajazeiras.
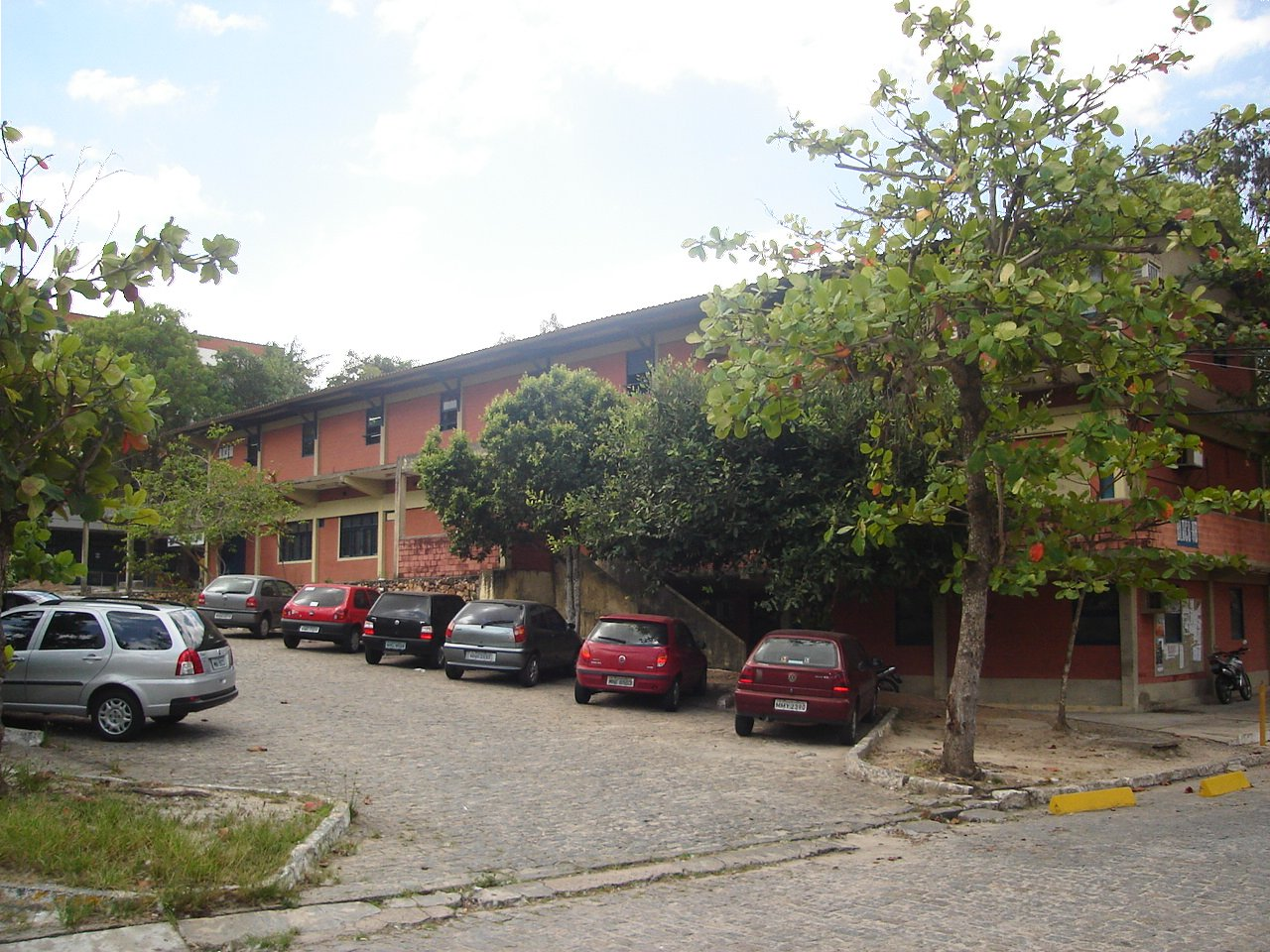
NPD UFCG.

## Periódicos científicos[17]
A UFCG editora os seguintes periódicos científicos:
- Revista Brasileira de Engenharia Agrícola e Ambiental;
- Revista Literária Arte & Cura;
- Revista Arquitetura e Lugar;
- Revista 15 de outubro;
- Revista Brasileira Ambiental & Tecnológica;
- Revista Leia Escola;
- Revista Brasileira Interdisciplinar em Saúde, Ambiente e Sociedade (ReBISAS).

## Ver Também
- Instituto Federal da Paraíba (IFPB)
- Universidade Estadual da Paraíba (UEPB)
- Universidade Federal da Paraíba (UFPB)